# Connie Stevens
Connie Stevens, pseudonimo di Concetta Rosalie Ann Ingolia (Brooklyn, 8 agosto 1938), è un'attrice e cantante statunitense attiva in cinema, teatro e televisione soprattutto fra gli anni cinquanta e gli anni settanta. Come cantante si è esibita in numerosi standard musicali.

## Biografia

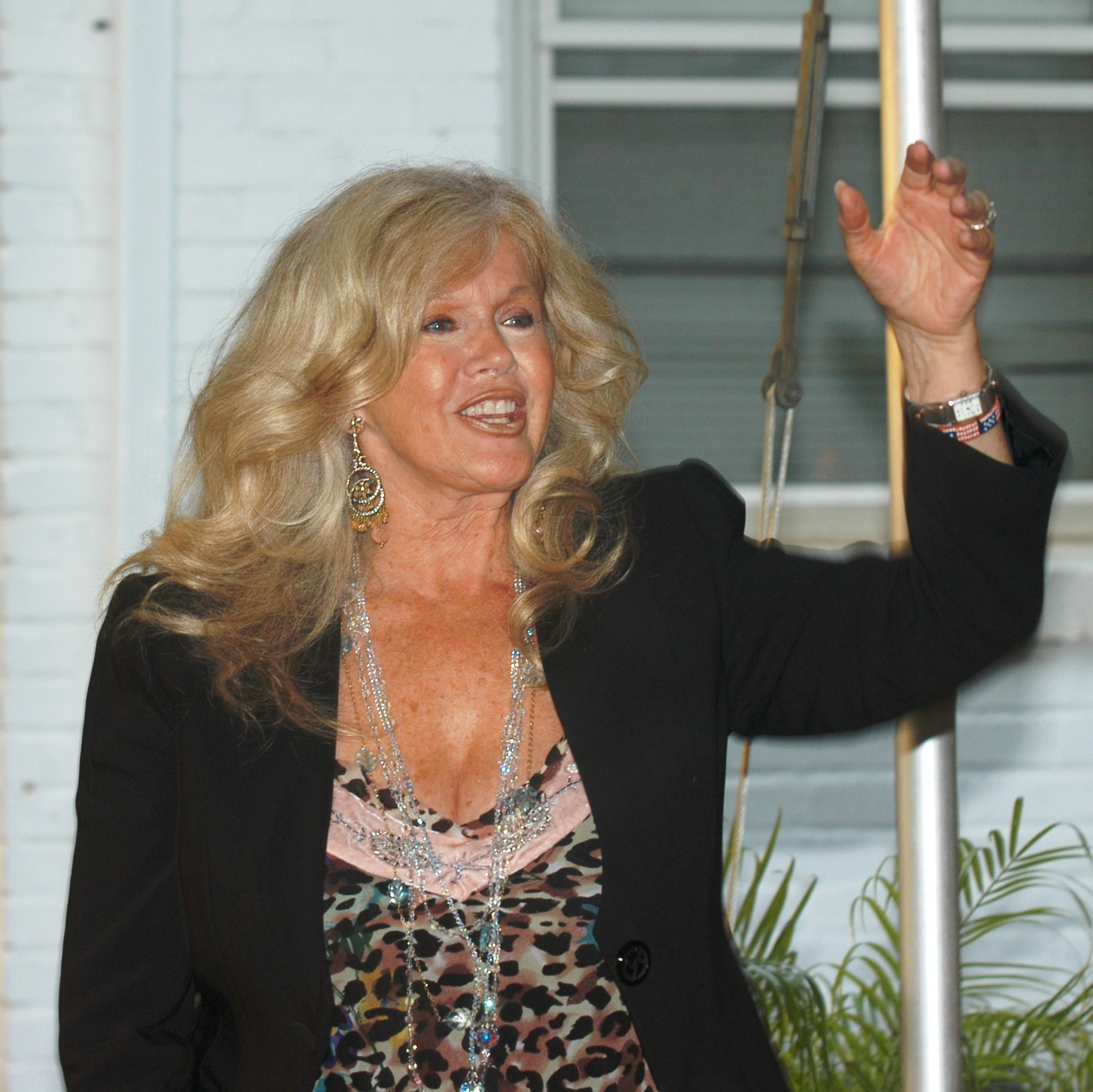
Connie Stevens nel 2006

Nata da Peter Ingolia (musicista conosciuto con il nome d'arte di Teddy Stevens), di origini italiane, irlandesi, tedesche e polacche, e dalla cantante Eleanor McGinley, è sorellastra dell'attore John Megna. È stata sposata due volte: con l'attore James Stacy (sposato nel 1963 e da cui ha divorziato nel 1967) e il cantante Eddie Fisher (sposato nel 1967 e da cui ha divorziato nel 1969). È madre delle attrici Joely Fisher e Tricia Leigh Fisher.
Quando i suoi genitori decisero di divorziare, la Stevens venne affidata alle cure dei nonni. Dopo gli studi compiuti in una scuola cattolica, si avvicinò al mondo dello spettacolo come cantante entrando nel gruppo musicale The Foremost, i cui tre componenti maschi sarebbero poi diventati famosi come The Lettermen. Fu in inizio di carriera che decise di adottare il nome d'arte del padre.
Debuttò in teatro a dieci anni, recitando a Broadway nel 1948 in Hilarities, un musical di genere vaudeville. Nel 1953 si trasferì con il padre a Los Angeles, California. L'anno dopo, appena sedicenne, rimpiazzò la cantante del gruppo The Three Debs, iniziando a frequentare la scuola di recitazione Georgia Massey's School of Song and Dance nella Valle di San Fernando. Contestualmente iniziò a recitare in opere del repertorio teatrale locale.
Iniziò poi a lavorare nel cinema apparendo inizialmente in B-movie, fino a che Jerry Lewis la notò in Dragstrip Riot e la fece inserire nel cast de Il balio asciutto. Ben presto fu messa sotto contratto dalla Warner Bros. A Broadway, nella stagione 1966-1967 ha recitato nella commedia Andy e Norman di Neil Simon (nell'originale: The Star-Spangled Girl) al fianco di Anthony Perkins. Dal 1959 al 1962 ha recitato come Cricket Blake nella serie televisiva poliziesca Hawaiian Eye, e questo ruolo, al fianco di Robert Conrad, l'ha resa famosa. Ha pubblicato il suo primo album discografico - dal titolo Concetta - nel 1958 ed ha inciso alcuni dischi singoli di standard minore successo come Blame It On My Youth (musica di Oscar Levant e testo di Edward Heyman), Looking For A Boy (musica di George Gershwin e testo di Ira Gershwin), e Spring Is Here (musica di Richard Rodgers e testo di Lorenz Hart).
A fianco di James Garner è apparsa nell'episodio Two Tickets to Ten Strike della serie televisiva western Maverick. Per la Warner è apparsa poi dal 1959 in diverse puntate della serie televisiva di successo Indirizzo permanente (77 Sunset Strip), registrando la canzone Kookie, Kookie, Lend Me Your Comb in un duetto con una delle star del programma, Edward Byrnes. Il brano raggiunse la quarta posizione nella classifica di vendita stilata da Billboard Hot 100.

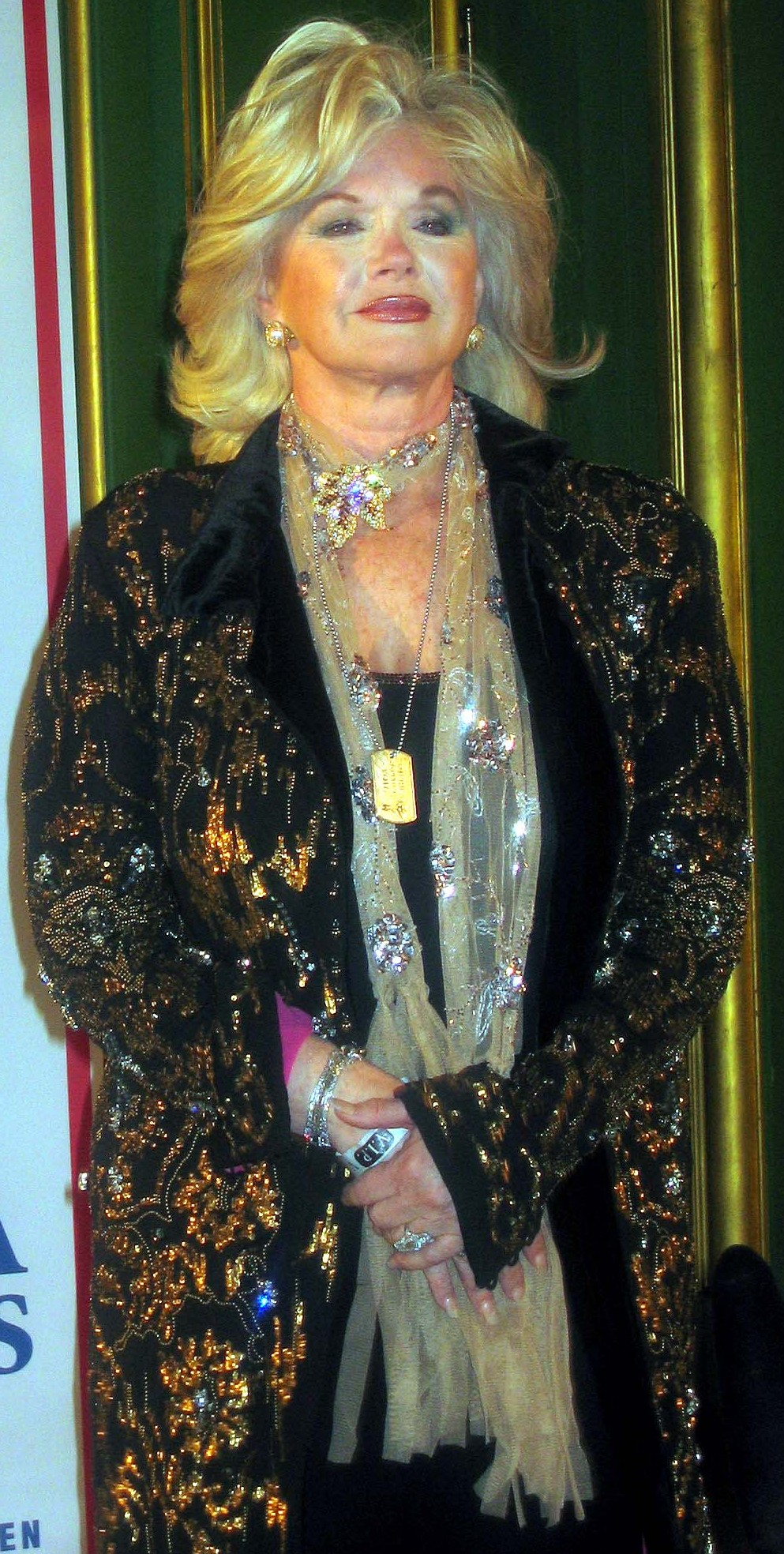
Connie Stevens nel 2005

Ha avuto anche un altro hit come cantante solista con Sixteen Reasons (1960): è stato il suo maggiore successo, piazzandosi al terzo posto su Billboard Hot 100. Solo al 71º andò invece un altro brano dello stesso anno, Too Young to Go Steady, con musica di Jimmy McHugh e testo di Harold Adamson. Altri suoi dischi singoli sono stati poi Why'd You Wanna Make Me Cry?, Mr. Songwriter e Now That You've Gone. Nello stesso periodo, e per la televisione, la Stevens ha poi recitato come Wendy Conway nella sitcom Wendy and Me (1964-1965) con George Burns che era anche produttore del programma. Altri attori della serie erano Ron Harper, James T. Callahan e il caratterista J. Pat O'Malley.
Negli anni settanta la Stevens ha inciso Ace Is the Place, canzone-tema di una pubblicità della Ace Hardware TV ed è apparsa come guest star in Dean Martin Celebrity Roast. Nella primavera del 1977 è apparsa in uno dei due pilot del The Muppet Show e dal 1986 ha avuto un ruolo stabile nella serie televisiva Rowdies. È apparsa anche diverse volte negli special dell'attore Bob Hope United Service Organizations, inclusa la puntata natalizia trasmessa nel 1988 dal Golfo Persico.
Attiva anche nel campo della solidarietà, la Stevens è stata la fondatrice del Windfeather project che premia i successi scolastici degli eredi dei nativi americani. Sostenitrice del CancerGroup.com., nel 1991 ha ricevuto il premio Lady of Humanities Award dallo Shriners Hospital e il riconoscimento Humanitarian of the Year Award assegnato dall'associazione Sons of Italy di Washington. Fra le altre attività da lei seguite, la Stevens si è occupata anche di cosmesi, sviluppando una propria linea per la cura della pelle chiamata Forever Spring: negli anni 1990 ha aperto un centro chiamato Connie Stevens Garden Sanctuary Day Spa a Los Angeles. Nel 1994, dopo diversi anni di assenza dalle scene, ha inciso con le sue due figlie un disco intitolato Tradition: A Family at Christmas.
Nel 1997 la Stevens ha scritto e diretto un film documentario intitolato A Healing, riguardante l'attività delle infermiere della Croce Rossa che servirono durante la guerra del Vietnam. L'anno seguente il documentario ha vinto il premio come miglior film al Santa Clarita International Film Festival. Il 23 settembre 2005 è stata chiamata a ricoprire la carica di segretario-tesoriere nel sindacato degli attori Screen Actors' Guild al posto del collega James Cromwell. Sostenitrice del senatore dell'Arizona John McCain, candidato alle elezioni presidenziali del 2008, abita fra le sue case di Beverly Hills e Palm Springs, in California, e New York. Nel 2008 ha diretto come regista il film di debutto da lei stessa scritto, Saving Grace.

## Premi e riconoscimenti
- Il suo nome compare fra quello delle celebrità della Hollywood Walk of Fame, al numero 6249 dell'Hollywood Boulevard.[1] Una stella in suo onore è sullo Star Walk di Palm Springs, California.
- Il suo nome compare nella Italian Walk of Fame di Toronto, in Canada, in quanto di origine italiana[6].

## Filmografia parziale

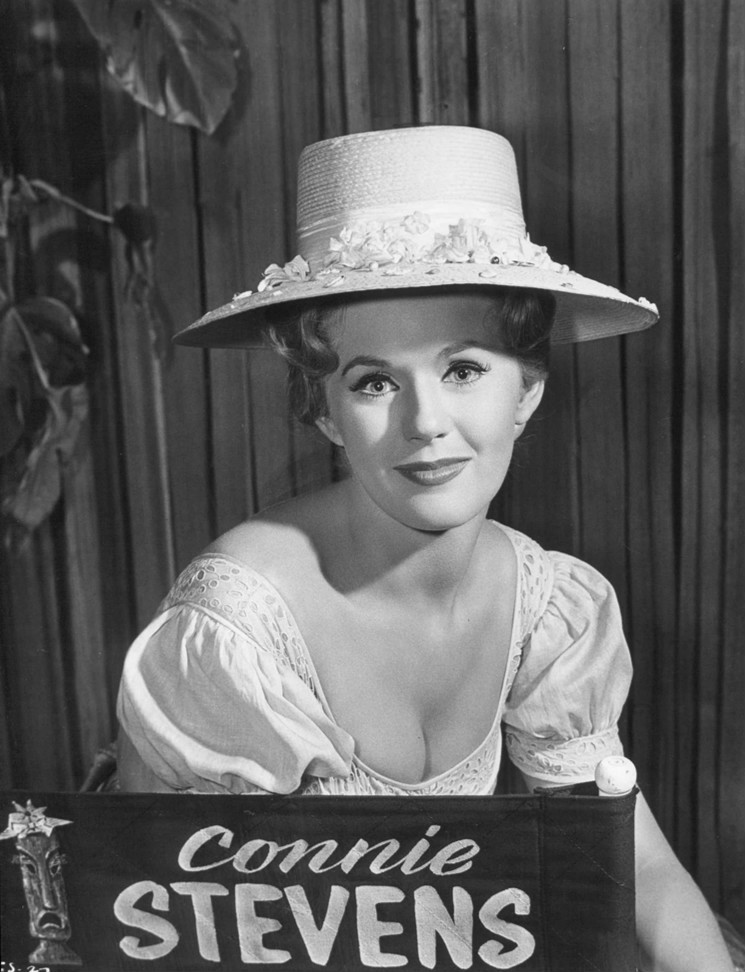
Connie Stevens in Hawaiian Eye

### Attrice

#### Cinema
- Young and Dangerous, regia di William F. Claxton (1957)
- Eighteen and Anxious, regia di Joe Parker (1957)
- Dragstrip Riot, regia di David Bradley (1958)
- Il balio asciutto (Rock-A-Bye Baby), regia di Frank Tashlin (1958)
- The Party Crashers, regia di Bernard Girard (1958)
- Vento caldo (Parrish), regia di Delmer Daves (1961)
- Qualcosa che scotta (Susan Slade), regia di Delmer Daves (1961)
- Giorni caldi a Palm Springs (Palm Springs Weekend), regia di Norman Taurog (1963)
- Il boia è di scena (Two on a Guillotine), regia di William Conrad (1965)
- Never Too Late, regia di Bud Yorkin (1965)
- Stazione luna (Way...Way Out), regia di Gordon Douglas (1966)
- The Last Generation, regia di William A. Graham (1971)
- Grissom Gang (Niente orchidee per Miss Blandish) (The Grissom Gang), regia di Robert Aldrich (1971)
- Scorchy, regia di Howard Avedis (1976)
- Sgt. Pepper's Lonely Hearts Club Band, regia di Michael Schultz (1978)
- Grease 2, regia di Patricia Birch (1982)
- Tutti al mare (Back to the Beach), regia di Lyndall Hobbs (1987)
- Tapeheads, regia di Bill Fishman (1988)
- È solo l'amore che conta (Love Is All There Is), regia di Joseph Bologna (1996)
- Returning Mickey Stern, regia di Michel Prywes (2002)

#### Televisione
- Sugarfoot – serie TV, episodi 1x07-3x02 (1957-1959)
- Indirizzo permanente (77 Sunset Strip) – serie TV (1958-1960)
- Hawaiian Eye – serie TV (1959-1963)
- Maverick – serie TV, episodio 2x24 (1959)
- La legge del Far West (Temple Houston) – serie TV, episodio 1x25 (1964)
- Wendy and Me – serie TV (1964-1965)
- ABC Stage 67 – serie TV, episodio 1x08 (1966)
- The Littlest Angel, regia di Joe Layton – film TV (1969)
- Mister Jerico, regia di Sidney Hayers – film TV (1970)
- Call Her Mom, regia di Jerry Paris – film TV (1972)
- Playmates, regia di Theodore J. Flicker – film TV (1972)
- Every Man Needs One, regia di Jerry Paris – film TV (1972)
- Il simbolo del sesso (The Sex Symbol), regia di David Lowell Rich – film TV (1974)
- The Muppet Show (1976)
- Love's Savage Fury, regia di Joseph Hardy – film TV (1979)
- Scruples – miniserie TV (1980)
- Murder Can Hurt You, regia di Roger Duchowny – film TV (1980)
- Side Show, regia di William Conrad – film TV (1981)
- La signora in giallo (Murder, She Wrote) – serie TV, episodio 2x11 (1985)
- Un salto nel buio (Tales from the Darkside) – serie TV, episodio 2x22 (1986)
- Starting from Scratch – serie TV (1988-1989)
- Bring Me the Head of Dobie Gillis, regia di Stanley Z. Cherry – film TV (1988)
- James Dean: Race with Destiny, regia di Mohammed Rustam – film TV (1997)
- Becoming Dick, regia di Bob Saget – film TV (2000)

### Regista
- A Healing (1997)
- Saving Grace B. Jones (2009)

## Doppiatrici italiane
- Maria Pia Di Meo in Il balio asciutto, Qualcosa che scotta
- Micaela Giustiniani in Vento caldo
- Fiorella Betti in Il boia è di scena
- Vittoria Febbi in Stazione Luna
- Emanuela Fallini in Muppet Show
- Sonia Scotti in Love Boat
- Flaminia Jandolo in Tutti al mare
- Cinzia De Carolis in La signora in giallo